# Bilsenhof
Der Bilsenhof ist ein Einzelhof von Weiler in den Bergen, einem Stadtteil von Schwäbisch Gmünd.

## Beschreibung
Der Ort mit zwei Hausnummern liegt etwa einen Kilometer südwestlich von Weiler in den Bergen und sieben Kilometer südöstlich des Stadtkerns von Schwäbisch Gmünd. Der ebenfalls zu Weiler gehörende Weiler Herdtlinsweiler liegt nur etwa 150 Meter südwestlich.
Etwa 150 Meter westlich des Ortes fließt der in den Rems-Nebenflüss Strümpfelbach mündende Haldenbach.
Naturräumlich liegt der Hof im Vorland der östlichen Schwäbischen Alb, genauer im Rehgebirge. Im Untergrund liegt der Opalinuston des Mitteljuras.

## Geschichte
Der Hof ist auf der Württembergischen Urkarte von 1831 bereits eingezeichnet. 